# Manuel Sánchez Mármol
Manuel Sánchez Mármol (Cunduacán, Tabasco, México; 25 de mayo de 1839 - Villahermosa, Tabasco, México; 6 de marzo de 1912) fue un escritor, periodista, abogado y político mexicano, miembro de la Academia Mexicana de la Lengua.

## Biografía

### Primeros años
Manuel Sánchez Mármol nació el 25 de mayo de 1839 en Cunduacán, Tabasco, México, hijo de Ceferino Sánchez y Josefa Mármol. Inició sus estudios en una escuela particular de su pueblo, y continuó a los 14 años sus estudios en el Seminario Conciliar de San Ildefonso en Mérida, Yucatán, gracias a una beca.

### Actividad periodística
Desde joven se interesó por la actividad periodística, junto con un condiscípulo suyo, redactó dos periódicos manuscritos: El Rayo y El Investigador, hacia 1854. Colaboró con El Álbum Yucateco y El Repertorio Pintoresco. Organizó la sociedad literaria "La Concordia", cuyo órgano de difusión fue el periódico La Guirnalda. En El Clamor Público, fundado junto con Pedro de Regil, Eligio Ancona y Ramón Aldana, redactó sus primeros escritos políticos, por los que fue nombrado edil del Ayuntamiento de Mérida. Junto con Alonso de Regil y José Peón y Contreras publicó el libro Poetas yucatecos y tabasqueños en 1861. Con José Peón y Contreras y Manuel Roque Castellanos fundó el periódico satírico La Burla, el cual habría de ser suprimido por el gobierno de Yucatán.
Durante el periodo de la Intervención francesa en Tabasco, Sánchez Mármol defendió la causa liberal por medio de sus comentarios en los semanarios políticos de El Disidente y El Águila Azteca, este último fundado por él mismo. Fundó asimismo el periódico El Radical con Arcadio Zentella Priego una vez que éste fue expulsado de Yucatán, regresó a Cunduacán a seguir trabajando en favor de la república.
También colaboró en El Repertorio Pintoresco de Crescencio Carrillo y Ancona, y en El Federalista y El Siglo XIX de la Ciudad de México.

### Cargos públicos
Ocupó diversos cargos públicos entre los que destacan el de Secretario General de Gobierno y Magistrado del Tribunal Superior de Justicia en el estado de Tabasco durante el gobierno del coronel Gregorio Méndez Magaña. Fue elegido diputado en 1868, sin embargo, ocupó su curul hasta 1871, siendo reelecto varias veces por el estado de Tabasco, integrando la VI, VII y VIII Legislatura del Congreso de la Unión y la XI Legislatura del Congreso de Tabasco (1883-1884).
Fue además representante por parte de los estados de Veracruz y de México.
Fue Secretario de Justicia del presidente José María Iglesias. Tras el triunfo de la Revolución de Tuxtepec se retiró a Tabasco, donde el gobernador Simón Sarlat Nova le nombra director del Instituto Juárez, actual Universidad Juárez Autónoma de Tabasco, del cual es su primer director desde que el instituto abre sus puertas el 1 de enero de 1879 hasta el año de 1888.

### Fallecimiento
En 1892 Sánchez Mármol se radica en la Ciudad de México, en donde abre su bufete de abogado. Trabajó en la Escuela Nacional Preparatoria donde impartió cursos de historia de México y literatura. Murió el 6 de marzo de 1912 en Villahermosa, Tabasco.
En su honor varias calles de ciudades tabasqueñas, llevan su nombre.

## Obra literaria
Manuel Sánchez Mármol es considerado un escritor elegante y castizo, perteneciente al grupo de los grandes novelistas mexicanos de fines del siglo XIX y principios del XX, entre los que figuran Rafael Delgado, Emilio Rabasa, José López Portillo y Rojas, Porfirio Parra, Victoriano Salado Álvarez y Federico Gamboa, representantes de la novela realista mexicana. En su literatura se advierte la influencia de Juan Valera. Su primera novela, El misionero de la cruz, escrita en 1860, abre el camino de la novela a los nativos de Tabasco, aunque la novela se ubica más bien en Yucatán, a cuyo destino ha estado históricamente unido ese estado. En 1871 escribió Brindis de Navidad, breve narración publicada en el Álbum de Navidad. En 1882 escribe la sátira política Pocahontas, novela que estuvo perdida dado que sólo existía la impresión original hecha en ese año indicado por la Tipográfica Juventud Tabasqueña y que en 2004 fue reimpresa por el gobierno del estado de Tabasco basada en el ejemplar existente en la Biblioteca Nacional que fue dedicado por el autor a Guillermo Prieto. En 1906, fue nombrado miembro de número de la Academia Mexicana de la Lengua, ocupó la silla XI.
Sus obras literarias son:
- Novela
  - El misionero de la cruz (1860)
  - Pocahontas (1882)
  - La pálida (1892)
  - Juanita Sousa (1901)
  - Antón Pérez (1904)
  - Previvida (1906)
- Ensayo
  - Las letras patrias (1902)
  - México, su evolución social (1902)